# 头孢噻肟
頭孢噻肟（英語：Cefotaxime），是用於治療多種細菌感染的抗生素
，其分類為第三代頭孢菌素。具體而言，本品可用於治療敗血性關節炎、骨盆腔炎、腦膜炎、肺炎、尿路感染、敗血症、淋病以及蜂窩組織炎。頭孢噻肟的給藥途徑為靜脈注射及肌肉注射。
頭孢噻肟常見的副作用為噁心、過敏、注射部位發炎，可能另有副作用為偽膜性結腸炎。本品不建議用於曾因青霉素過敏性休克的患者；用於懷孕及餵母奶的患者則相對安全。頭孢噻肟是第三代頭孢菌素家族藥物，其機轉為干擾細菌的細胞壁合成。
頭孢噻肟發現於1976年，1980年起可買賣取得。本品名列世界衛生組織基本藥物清單；目前已有學名藥在市面上流通。

## 医疗用途
頭孢克肟是一种广谱抗生素，具有抗多种革兰氏阳性和革兰氏阴性细菌的活性，因而被用于各种感染的治疗，包括：
- 下呼吸道感染——例如肺炎（常由肺炎链球菌引起）
- 泌尿生殖系统感染——尿路感染（大肠杆菌、表皮葡萄球菌（英语：Staphylococcus epidermidis）、奇异变形杆菌（英语：Proteus mirabilis）），宫颈或尿道淋病
- 妇科感染——例如盆腔炎，子宫内膜炎和盆腔蜂窝织炎
- 脓毒症——继发于链球菌属，金黄色葡萄球菌，大肠杆菌和克雷伯氏菌属。
- 腹腔内感染——如腹膜炎
- 骨和关节感染——如金黄色葡萄球菌或链球菌属。
- 中枢神经系统感染——例如继发于脑膜炎双球菌，流感嗜血杆菌或是肺炎链球菌的脑膜炎、脑室炎（英语：Ventriculitis）[7]

虽然已证明头孢噻肟对这些感染有效，但它不一定是治疗这些感染的首选药物。然而，在治疗脑膜炎时，头孢噻肟比头孢呋辛能够更好地穿过血脑屏障。

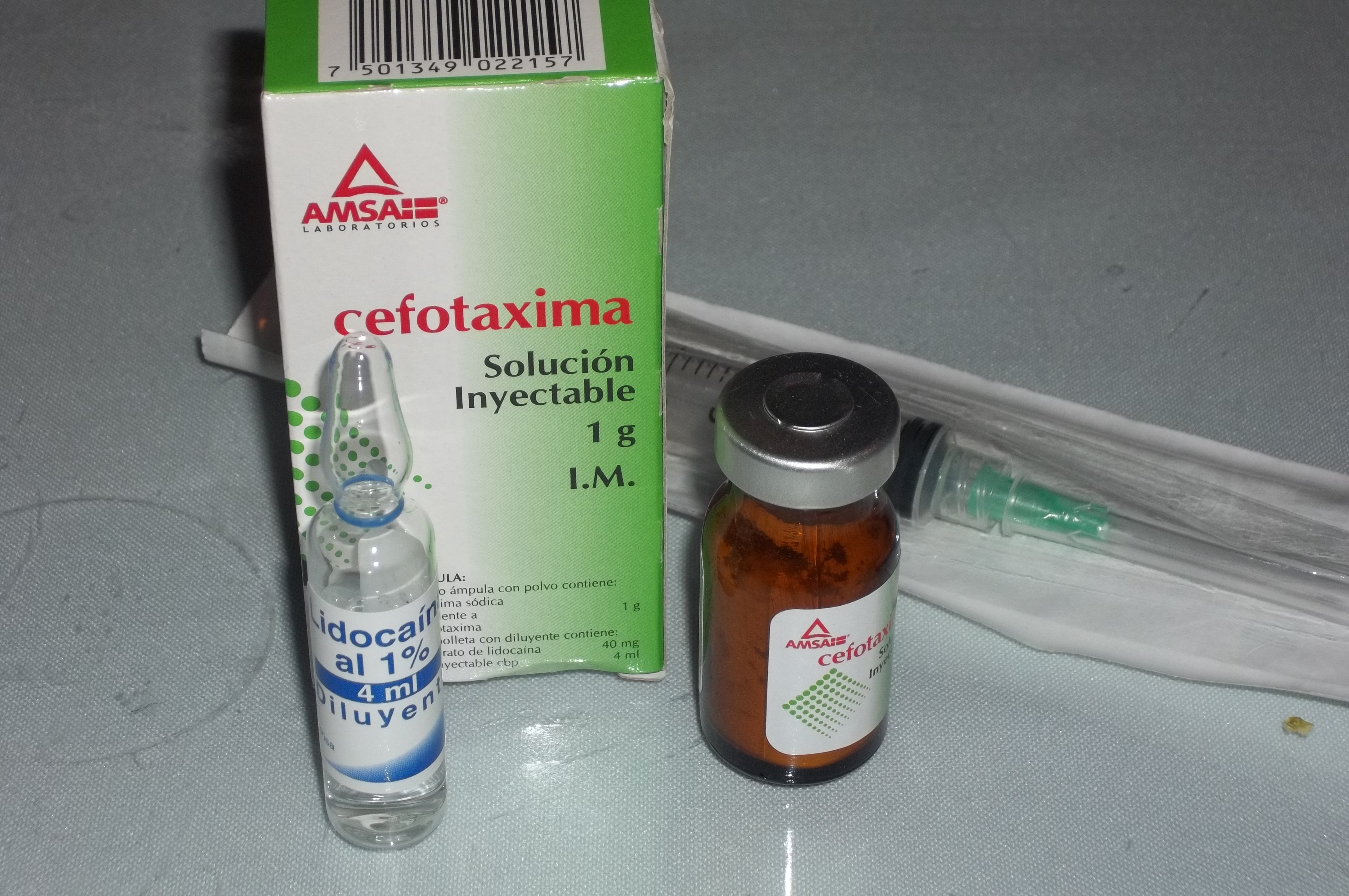
装着头孢噻肟的瓶子

### 作用范畴
作为第三代头孢菌素类中的β-内酰胺抗生素，头孢噻肟有抗众多革兰氏阳性和革兰氏阴性细菌的活性，这其中包括几种对经典β-内酰胺类抗生素（如青霉素）具有抗性的细菌。感染这些细菌的表现通常为下呼吸道，皮肤，中枢神经系统，骨骼和腹腔内的感染。尽管始终要考虑到其局域敏感性的存在，但它通常对这些生物（甚至更多其他生物）有效：
- 金黄色葡萄球菌（不包括MRSA）和表皮葡萄球菌
- 肺炎链球菌和化膿鏈球菌（英语：Streptococcus pyogenes）
- 大肠杆菌
- 流感嗜血杆菌
- 淋病奈瑟菌和脑膜炎奈瑟球菌
- 克雷伯氏菌属
- 洋葱伯克霍尔德氏菌（英语：Burkholderia cepacia complex）
- 奇异变形杆菌（英语：Proteus mirabilis）和普通变形杆菌（英语：Proteus vulgaris）
- 肠杆菌属
- 拟杆菌属
- 梭杆菌属

对头孢噻肟不敏感的重要微生物有假单胞菌属和肠球菌；厌氧的脆弱拟杆菌对其中度敏感。
以下是头孢噻肟对医学上部分重要微生物的最小抑菌浓度数据：
- 流感嗜血杆菌：≤0.007 - 0.5 µg/ml
- 金黄色葡萄球菌：0.781 - 172 µg/ml
- 肺炎链球菌：≤0.007 － 8 µg/ml[9][10]

## 不良反应
由于两类抗生素之间具有交叉反应性，给药于青霉素过敏患者时，应在权衡利弊后谨慎使用，同时已知对头孢噻肟或其他头孢菌素过敏的患者禁用該葯物。
最常见的不良反应有:
- 注射或输液部位的疼痛和炎症 (4.3%)
- 皮疹，瘙痒或发烧 (2.4%)
- 结肠炎，腹泻，恶心，呕吐 (1.4%)[7]

## 作用机理
头孢噻肟是β-内酰胺抗生素（指药物分子自身的结构组分）。作为同一类药物，β-内酰胺通过与一种或多种青霉素结合蛋白结合以抑制细菌细胞壁的合成。它可以抑制细菌细胞壁中肽聚糖合成的最终转肽反应步骤，从而抑制细胞壁的生物合成。由于在没有细胞壁生成的情况下，细胞壁自溶酶（自溶素和胞壁质水解酶）持续活动，细菌最终溶解。由此，β-内酰胺可用于杀菌。
β-内酰胺类抗生素（如青霉素和阿莫西林）非常容易被β-内酰胺酶（普遍由金黄色葡萄球菌产生）降解，但因为头孢噻肟分子的结构构型，甲氧基亚氨基部分的顺式构型赋予其能够抵抗β-内酰胺酶的稳定性，致使其具有抗β-内酰胺酶降解的优势。因此，头孢噻肟的抗菌活性谱扩大到能覆盖几种可生产β-内酰胺酶的生物（对β-内酰胺抗生素有抗性），具体如下：
像其他β-内酰胺抗生素一样，头孢噻肟不仅可以阻断包括蓝藻在内的细菌的分裂，还可以阻断灰藻的光合作用场所蓝小体的分裂以及苔藓植物的叶绿体的分裂。相反，頭孢噻肟对高度发达的维管植物的质体没有影响，这佐证了内共生学说，并可推断出陆地植物中质体分裂的演变。

## 用法
头孢噻肟通过肌肉注射或静脉滴注给药。由于它通过肝脏代谢为活性和非活性产物并主要通过尿液排出，因此患有肾脏或肝脏损伤的人群使用时可能需要调整剂量。

## 治疗植物
在进行植物组织培养实验时，头孢噻肟是唯一一种即便浓度高达500毫克/升时也只对植物有极低毒性的头孢菌素，故此被广泛用于治疗革兰氏阴性菌的植物组织感染，对于治疗革兰氏阳性细菌的植物组织感染，应当使用万古霉素。